# 考王
考王（こうおう）は周朝の第31代王。貞定王の子。姫午（威烈王）、姫班（鞏叔）らの父。
紀元前441年、兄の思王を殺害して自ら即位した。翌年、弟の姫掲を河南（王城）に封じた。これが西周の桓公である。
このようにもともと都の成周近辺にしか支配が及ばなくなっていた周朝の領土はさらに細分化され、その王権の弱体化が顕在化した時期に相当している。中国における戦国時代の開始を考王に求める説も存在している。